# Hudák Martin
Hudák Martin (Szarvas,1994. február 22. –) magyar labdarúgó-középpályás, a PMFC játékosa.